# Penetrantia irregularis
Penetrantia irregularis är en mossdjursart som beskrevs av Silén 1956. Penetrantia irregularis ingår i släktet Penetrantia och familjen Penetrantiidae. Inga underarter finns listade i Catalogue of Life.